# Nicolae Ciucă
Nicolae Ciucă, född 7 februari 1967 i Plenița, är en rumänsk politiker tillhörande Nationalliberala partiet (PNL) samt tidigare general. Han är partiledare för PNL sedan april 2022 och talman i senaten sedan juni 2023. Mellan 25 november 2021 och 12 juni 2023 var han Rumäniens premiärminister.
Han tog examen från Nicolae Bălcescus försvarsakademi 1988 och utsågs till general 2010. 2015 utsågs han till högsta chef för den rumänska försvarsmakten. Ciucăs politiska karriär började i november 2019 när han utsågs till försvarsminister i Ludovic Orbans första regering. I december 2020 blev han tillförordnad premiärminister efter att Orban-regeringen avgått. Som premiärminister ledde han en koalitionsregering bestående av PNL, Socialdemokratiska partiet (PSD) och Ungerska demokratiska unionen i Rumänien (UDMR).